# Kristian Wåhlin
Jan Kristian Wåhlin, född 4 december 1971 i Göteborg, är en svensk musiker och konstnär, som främst gjort skivomslag till musikgrupper inom olika typer av metal.  
Wåhlins första steg in i skivomslagsvärlden var när han ombads måla ett omslag till gruppen Tiamats debutalbum. Han var då aktiv i death metal-bandet Grotesque. Då Grotesque splittrades bildades så småningom gruppen At the Gates, vars skiva Slaughter of the Soul fick ett omslag han målat. Dissection, som delade repetitionslokal med At the Gates, fick också sina omslag målade av Wåhlin. År 1995 startade Kristian Wåhlin bandet Diabolique. Han har sin ateljé i Höganäs.

## Diskografi
- Grotesque – In the Embrace of Evil (gitarr)
- Liers in Wait – Spiritually Uncontrolled Art (EP, 1992) (gitarr)
- Decollation – Cursed Lands (EP, 1993) (trummor)
- Diabolique – The Diabolique  (EP, 1996) (sång/gitarr)
- Diabolique – Wedding the Grotesque  (1997) (sång/gitarr)
- Diabolique – The Black Flower (1999) (sång/gitarr)
- Diabolique – Butterflies (EP, 2000) (sång/gitarr)
- Diabolique – The Green Goddess (2001) (sång/gitarr)
- The Great Deceiver – Cave In (EP, 1999) (gitarr)
- The Great Deceiver – Jet Black Art (2000) (gitarr)
- The Great Deceiver – A Venom Well Designed (2002) (gitarr)
- The Great Deceiver – Terra Incognito (2004) (gitarr)

## Skivomslag
- Amorphis
  - Elegy
- Antestor
  - Det Tapte Liv
  - The Forsaken
  - Martyrium
- Apostasy
  - Cell 666
- At the Gates
  - Slaughter of the Soul
- Auberon
  - A Tale of Black
- Bathory
  - Blood on Ice
  - Nordland I
  - Nordland II
  - In Memory of Quorthon Vol. I
  - In Memory of Quorthon Vol. II
  - In Memory of Quorthon Vol. III
- Benediction
  - Organised Chaos
- The Black Dahlia Murder
  - Nocturnal
- Cemetary
  - The Beast Divine
  - An Evil Shade of Grey
  - Last Confession
  - Sundown
  - Phantasma
- Crimson Midwinter
  - Random Chaos
- Crown of Thorns
  - The Burning
  - Eternal Death
- Crystal Age
  - Far Beyond Divine Horizons
- Crystal Eyes
  - Vengeance Descending
  - In Silence They March
- Dark Funeral
  - The Secrets of the Black Arts
- Dark Tranquillity
  - The Gallery
- Desultory
  - Bitterness
- Diabolique
  - Wedding the Grotesque
  - The Diabolique
  - Black Flower
  - Butterflies
  - The Green Goddess
- Dismember
  - Massive Killing Capacity
- Dissection
  - The Grief Prophecy
  - Into Infinite Obscurity
  - The Somberlain
  - Storm of the Light's Bane
  - Where Dead Angels Lie
  - Live Legacy
  - Maha Kali
- Ebony Tears
  - Tortura Insomniae
- Edge of Sanity
  - Purgatory Afterglow
  - Crimson II
- Emperor
  - In the Nightside Eclipse
- Ensiferum
  - Ensiferum
  - Iron
  - Victory Songs
- The Equinox ov the Gods
  - Images of Forgotten Memories
  - Fruits and Flowers of the Spectral Garden
- Evergrey
  - The Dark Discovery (Logo)
  - Solitude, Dominance, Tragedy
- Exoto
  - Thousand Dreams Ago
- Extol
  - Burial
  - Mesmerized
- Firewind
  - Between Heaven and Hell
- Godgory
  - Resurrection
  - Way Beyond
- Graveworm
  - Engraved in Black
- The Great Deceiver
  - A Venom Well Designed
  - Terra Incognito
  - Jet Black Art
- Heads or Tales
  - Eternity Becomes a Lie
- Heavenly
  - Coming from the Sky
- Hexenhaus
  - Deja Voodoo
- Hollow
  - Modern Cathedral
  - Architect of the Mind
- Impious
  - Evilized
- In Aeternum
  - Forever Blasphemy
  - The Pestilent Plague
- Iron Fire
  - Thunderstorm
- King Diamond
  - Voodoo
- Lake of Tears
  - A Crimson Cosmos
  - Headstones
  - The Neonai
  - Greater Art
  - Greatest Tears Vol I
  - Greatest Tears Vol II
- Liers in Wait
  - Spiritually Uncontrolled Art
- Meduza
  - Now and Forever
- Memento Mori
  - La Danse Macabre
  - Memento Mori - Songs for the Apocalypse Vol. IV
- Memory Garden
  - Mirage
  - Forever
  - Verdict of Posterity
- Merciless
  - Unbound
- Mercyful Fate
  - Dead Again
- Morgana Lefay
  - ...---... (SOS)
  - Grand Materia
  - The Seventh Seal
  - Knowing just as I
  - The Secret Doctrine
  - Maleficium
  - Sanctified
- Narnia
  - Awakening
  - Desert Land
- Necrophobic
  - Darkside
- Nifelheim
  - Nifelheim
  - Devil's Force
- Opprobrium
  - Discerning Forces
- Rosicrucian
  - No Cause for Celebration
- Sacramentum
  - Far Away from the Sun
- Sacrilege
  - Lost in the Beauty You Slay
  - The Fifth Season
- Soul Reaper
  - Life Erazer
- Tad Morose
  - Leaving the Past Behind
  - Sender of Thoughts
  - Paradigma
- Therion
  - Symphony Masses: Ho Drakon Ho Megas
  - Lepaca Kliffoth
  - Beyond Sanctorum
- Tiamat
  - The Astral Sleep
  - Sumerian Cry
  - Clouds
  - Wildhoney
  - The Sleeping Beauty (Live in Israel)
- Utumno
  - Across the Horizon
- Wintersun
  - Wintersun
- Witchery
  - Restless & Dead
  - Witchburner
  - Dead, Hot & Ready
- Wuthering Heights
  - Within
- Various Artists
  - Beauty in Darkness, Vol. 1
  - Beauty in Darkness, Vol. 2
  - Black Sun Records
  - Come Armageddon: Endtime Productions V Years
  - Death is just the Beginning part I
  - Death is just the Beginning part II
  - Death is just the Beginning part III
  - Death is just the Beginning part IV
  - Death is just the Beginning part V
  - Death is just the Beginning part VI
  - Metal Dreams, Vol. 1
  - Metal Dreams, Vol. 2
  - Metal Dreams, Vol. 3
  - Metal Dreams, Vol. 4
  - Metal Dreams, Vol. 5
  - Slatanic Slaughter I
  - Slatanic Slaughter II
  - Sepulchral Feast
  - Tyrants of the Abyss: A Tribute to Morbid Angel